# 布魯諾·坎波斯
布魯諾·坎波斯（英語：Bruno Campos，1973年12月3日—）是美國的一位演員，他出生在巴西。他最著名的作品是在《整容室》中飾演Dr. Quentin Costa。

## 外部連結
- 布魯諾·坎波斯在互联网电影资料库（IMDb）上的資料（英文）
- 布魯諾·坎波斯在时光网上的簡介（简体中文）